# The Köln Concert
The Köln Concert es una grabación en directo del pianista de jazz Keith Jarrett lanzada por la discográfica ECM en 1975, cuando solo tenía veintinueve años. En este disco, grabado el 24 de enero de 1975, Jarrett tocó improvisaciones de piano solo en el "Kölner Opernhaus" en Colonia, Alemania, a pocos metros de la margen derecha del Rin. Este álbum doble es uno de los discos de jazz más vendidos de la historia, y sin dudas el álbum de piano solo de jazz con mayores ventas de todos los tiempos, alcanzando alrededor de cuatro millones de ejemplares físicos. Según el crítico musical Tom Hull, este álbum «cimentó su reputación como el mejor pianista de su generación».
El concierto está dividido en tres partes, cada una con una duración de 26, 34 y 7 minutos, respectivamente, aunque hay versiones actuales que presentan el concierto completo sin divisiones. Debido a que originalmente fue lanzado como un doble LP, la segunda parte fue dividida en dos segmentos nombrados como «Parte II a» y «Parte II b». La denominada «Parte II c» fue en realidad un bis o encore aparte. The Köln Concert fue aclamado por la crítica como una obra maestra que «fluye con el calor humano».

## Concierto y grabación

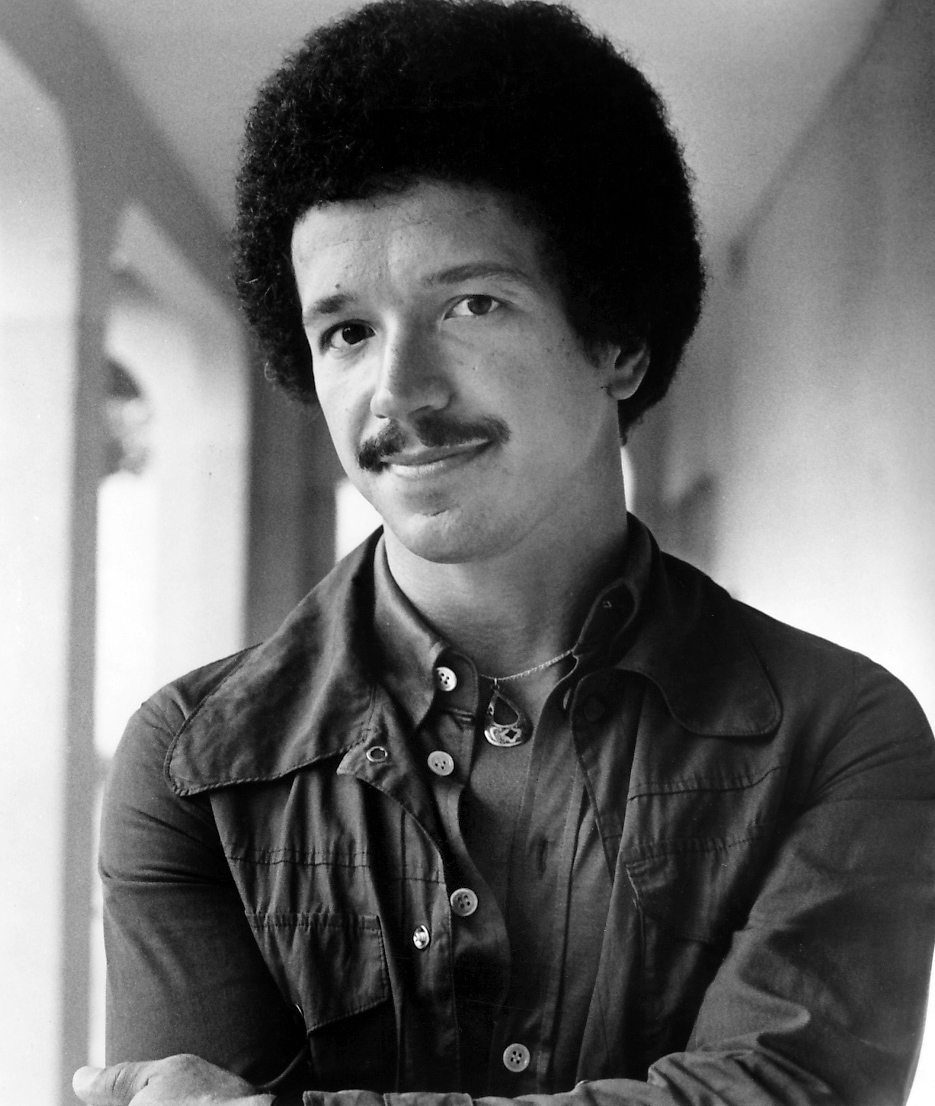
Imagen promocional de Keith Jarrett en 1975 en Los Ángeles, agosto de 1975, para ABC/Impulse! Records.

El concierto fue organizado por Vera Brandes, cuando solo tenía diecisiete años. Vera había organizado ella sola aquella actuación, gastándose 10.000 marcos que no tenía en el alquiler de la mismísima ópera de la ciudad. La sesión tuvo lugar un viernes a la tardía hora de las 23:30, tras una actuación de ópera anterior. La última hora fue la única que la administración del teatro puso a disposición de Brandes para un concierto de jazz, el primero que se realizaría en la histórica Köln Opera House. El aforo se agotó, con más de 1.400 personas que pagaron entradas a partir de los cuatro marcos (1,72 $).

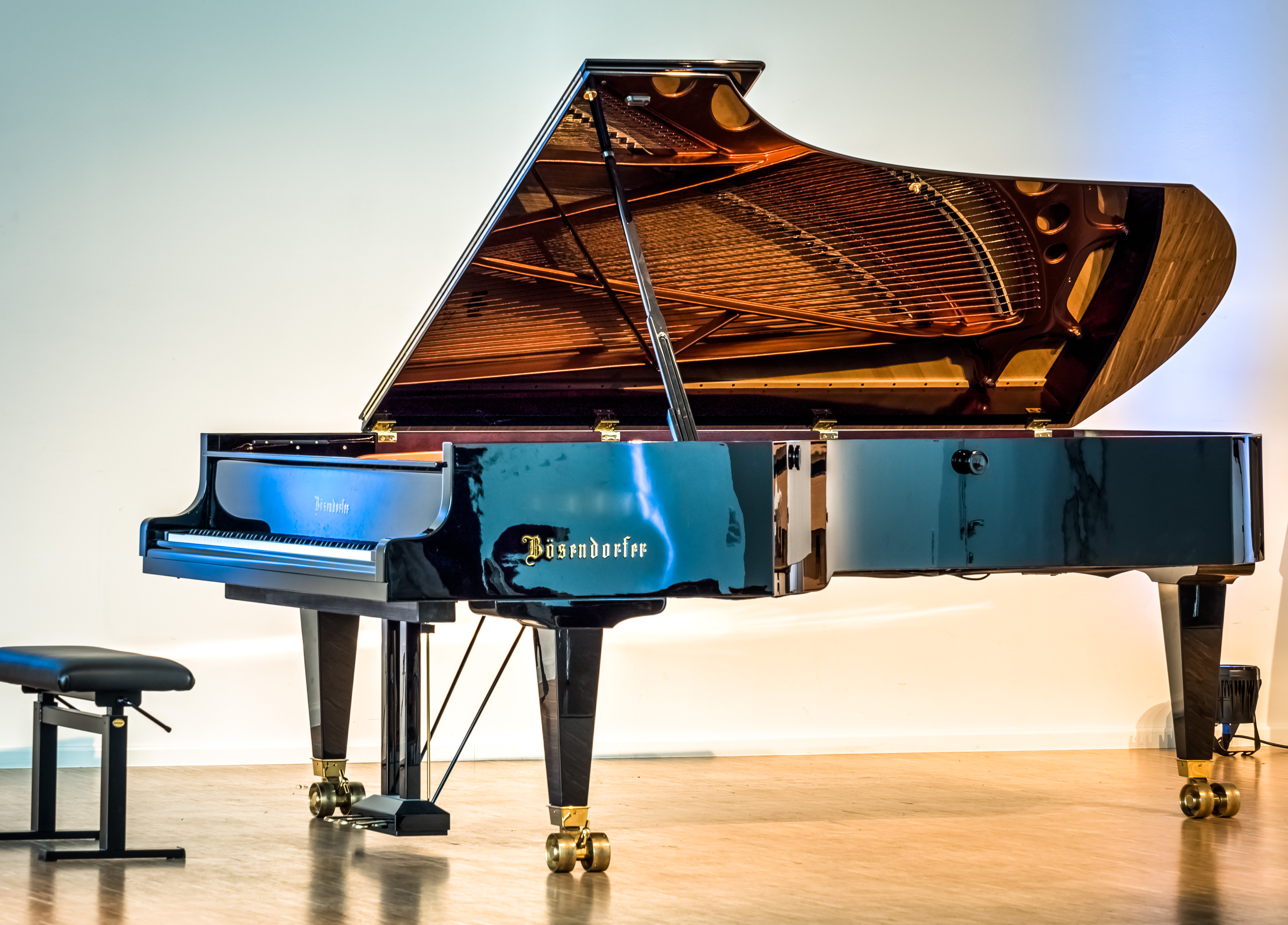
Piano Imperial Bösendorfer en el Music Hall de la Universidad de Bamberg

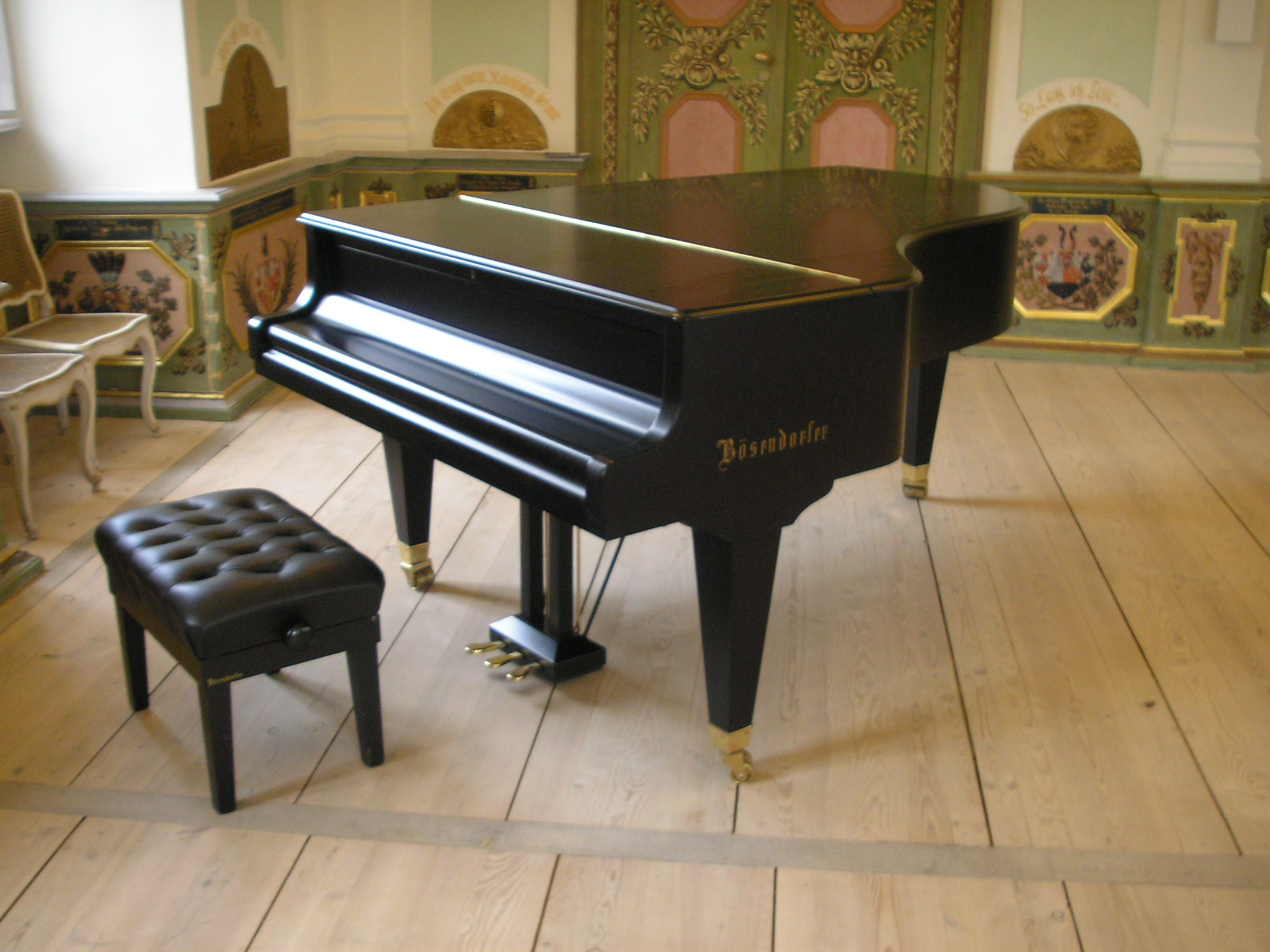
Piano de media cola de la casa Bösendorfer

Con veinticinco años, Jarrett había recibido la llamada del productor alemán Manfred Eicher, el fundador de una compañía discográfica llamada ECM, más interesado en la calidad de las grabaciones que en ganar dinero. Jarrett, que compartía esta postura, eligió este pequeño y casi recién nacido sello alemán para sus grabaciones. En 1973, se embarcaron en una gira de dieciocho conciertos con solo Jarrett improvisando totalmente al piano, que le llevaron a entre otros lugares a Bérgamo, Berna y Génova con interpretaciones musicales de una notable profundidad espiritual. «No pienso que yo pueda crear, pero sí puedo ser un canal para la creatividad. Creo en el Creador, por eso en realidad este álbum es una obra suya a través de mí, con la menor intervención consciente posible en el medio», escribió en el libro interno del álbum triple «Solo Concerts: Bremen/Lausanne», publicado en 1973.
Esta titánica y nunca vista tarea se repetirá en 1975. Esta vez serán veinticuatro conciertos. Estos recitales en solitario fueron eventos importantísimos en la música del siglo XX, sin precedentes en la historia del jazz y en toda la historia del piano. No eran interpretaciones de composiciones aprendidas de memoria ni variaciones sobre temas conocidos. Eran ejercicios de aproximadamente una hora de improvisación total: temas, estructuras, ritmo, secuencias armónicas y texturas, todo creado desde cero.
Debido a lo extenuante de la gira, Jarrett había pedido tocar en días alternos para poder descansar, pero cuando les llamaron desde Colonia y les dijeron que tenían reservada para él la Ópera de Colonia vieron una gran oportunidad, en una gran sala, con más de mil cuatrocientos asientos, por lo que decidieron ir. Jarrett había actuado el día anterior en Zürich, Suiza y, aunque Brandes le había enviado un billete para un vuelo a Colonia reservado por la compañía discográfica, viajó seiscientos kilómetros con su productor Manfred Eicher, que condujo en su viejo Renault 4 bajo la lluvia. Llegaron a Colonia a última hora de la tarde cansados después del agotador largo viaje. Jarrett llevaba toda la gira con intensos dolores de espalda que apenas le dejaban dormir, por lo que estaba usando un aparato ortopédico con tiradores, a modo de soporte para su columna. El pianista, destrozado, fue recibido con Eicher por un tiempo inhóspito y una jovencita sonriente. Vera Brandes llevaba organizando conciertos de jazz y giras desde los quince años, y a punto de cumplir los dieciocho años era probablemente la productora musical más joven de Europa.
A petición de Jarrett, Brandes había seleccionado un piano de cola de concierto Bösendorfer 290 Imperial para la interpretación. Sin embargo, hubo cierta confusión por parte del personal del teatro de la ópera y solo encontraron otro piano Bösendorfer detrás del escenario, un piano de media cola mucho más pequeño, y, asumiendo que era el solicitado, lo colocaron en el escenario. El error se descubrió demasiado tarde para que el Bösendorfer correcto se entregara en el lugar a tiempo para el concierto de la noche. Ese instrumento se usaba solo para ensayos y estaba en muy malas condiciones, por lo que requirió varias horas de afinación y ajuste para que pudiera tocarse. Su sonido era metálico y apagado en los registros superiores y débil en el registro bajo, tenía algunas cuerdas rotas y los pedales no funcionaban correctamente. Mientras, Brandes hizo un intento y consiguió otro piano de cola con los requisitos de Jarrett para ser entregado en caso de emergencia, pero el afinador de pianos que mientras tanto había conseguido arreglar el piano de media cola le advirtió que transportar un piano de cola sin el equipo adecuado por las calles a bajas temperaturas y en medio de una tormenta dañaría irremediablemente el instrumento, obligando a Brandes a ceñirse al pequeño: «Si no tienes 45.000 marcos en tu cuenta corriente será mejor que dejes ese piano en paz».

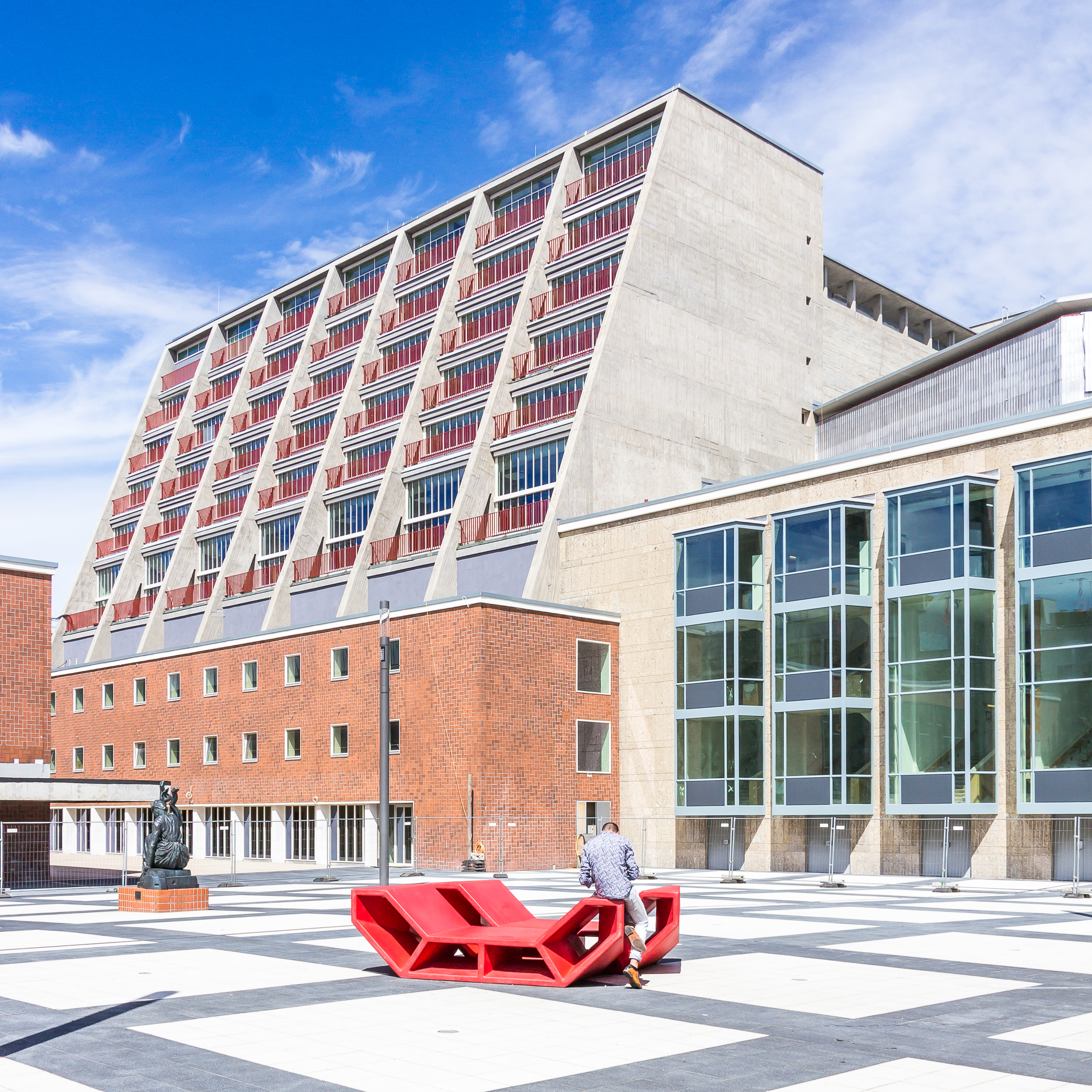
Imagen de la Ópera de Colonia

Manfred y Keith, agotados, decidieron ir a ver el piano y la sala antes de echarse una siesta. Después de probar el piano y confirmar la mala calidad del mismo y que no había un instrumento de reemplazo disponible, Jarrett amagó con negarse a tocar y estuvo a punto de irse, pero Vera Brandes pudo convencerlo cuando ya se había montado en el coche de que actuara de todos modos, ya que el concierto estaba programado para comenzar en unas pocas horas. Jarrett, con la ventanilla medio bajada, miró desde el coche a la joven, calada por la lluvia, y después de unos segundos de silencio, le dijo «Nunca lo olvides, solo lo hago por ti». Más tarde le dijeron a Brandes que el piano Bösendorfer Imperial estaba escondido detrás de las puertas contra incendios, por lo que el personal de la ópera no lo pudo descubrir.
En el hotel, Jarrett intentó echarse la siesta, pero sus dolores de espalda se lo impidieron. Brandes había reservado una mesa en un restaurante italiano local para que Jarrett cenara antes de la actuación. Desde ese momento las cosas solo iban a empeorar. En el restaurante, donde hacía un calor terrible, tuvieron algún problema con los pedidos y su comida salió la última, apenas quince minutos antes de la hora prevista para el concierto. Estaba además muy caliente y empapada en aceite, por lo que tuvo que engullir la cena como pudo y salir apresurado hacia la Ópera. Caminaba con la faja puesta y le costaba llegar, por lo que tuvo que parar en un banco junto al escenario, y como apenas había dormido en veinticuatro horas ya comenzaba a cabecear. Estaba en un estado lamentable: cansado, frustrado, dolorido e incómodo. Finalmente, Jarrett decidió tocar sobre todo porque el equipo de grabación ya estaba instalado. «Cuando finalmente me llamaron para subir al escenario fue un alivio... ¡Voy a salir ahora con ese piano y a la mierda con todo lo demás!», comentó posteriormente Jarrett. Con el puño en alto, camino al escenario desde el backstage, miró a Eicher y dijo algo así como: "¡Poder!"

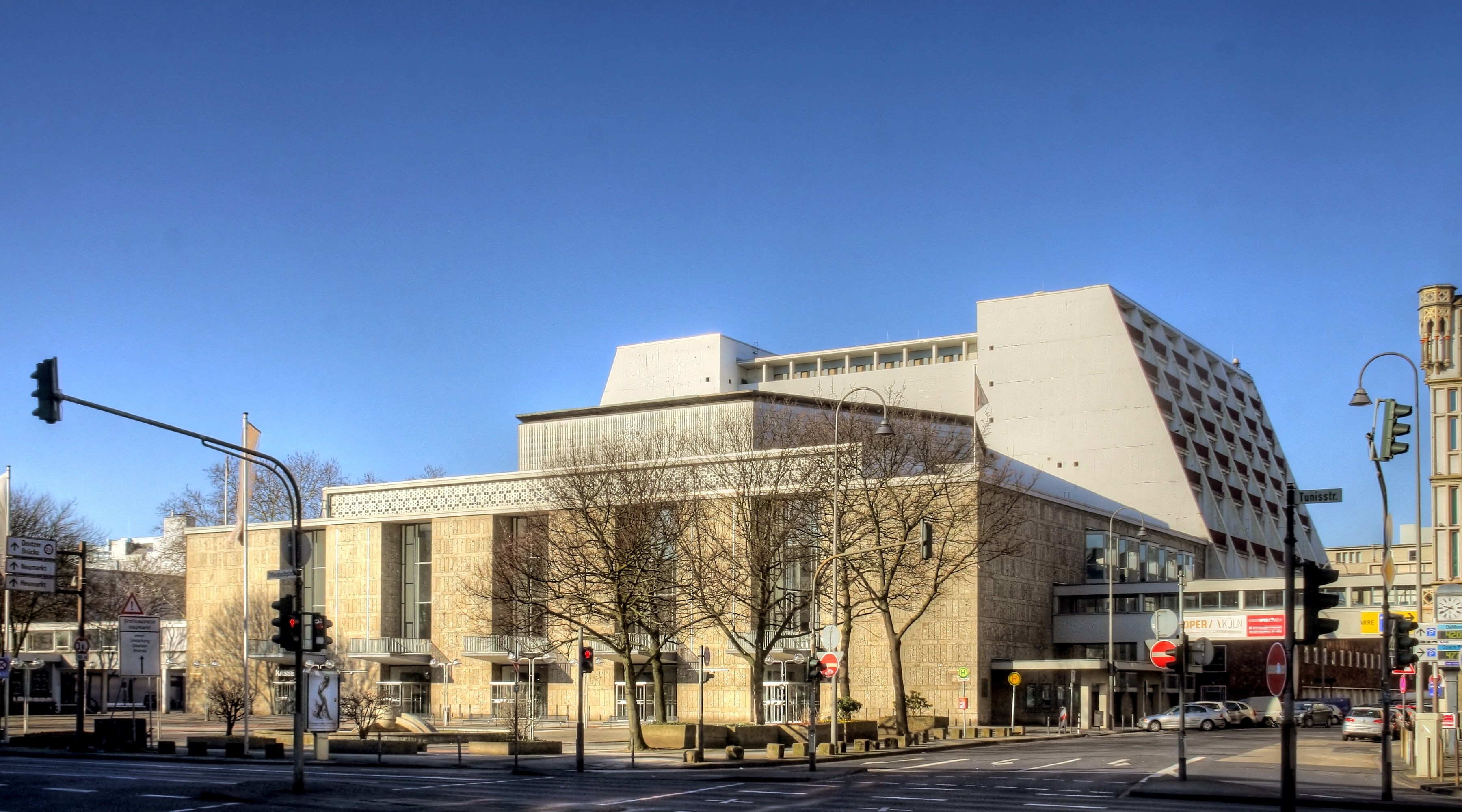
Ópera de Colonia, vista desde Kleiner Offenbachplatz

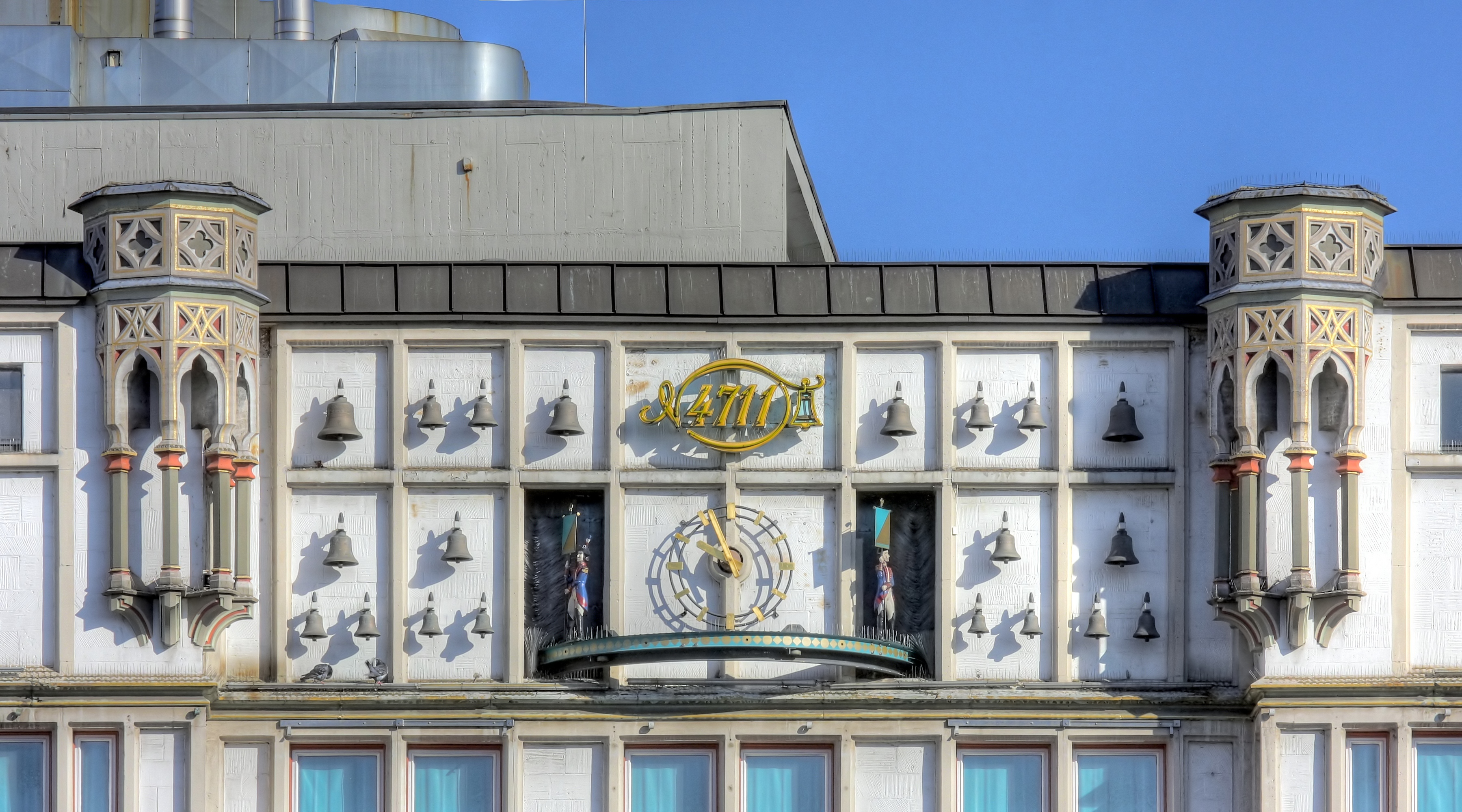
El carillón de 4711 eau de cologne

Jarrett se acomodó en el infame piano frente a mil cuatrocientas treinta y dos personas. Cuando sonaron las primeras cuatro notas tras el profundo silencio se oyeron algunas risas en el patio de butacas. Durante mucho tiempo se pensó que había tocado las notas del aviso sonoro de la sala, las que se utilizan para avisar del comienzo o del intermedio del espectáculo: Sol-Re-Do-Sol-La. El propio Jarrett señaló posteriormente que, si bien no recordaba haberlo hecho conscientemente, debió tocarlas para poner a la audiencia de buen humor y ayudarse a sí mismo a superar los difíciles preliminares de ese concierto. La propia Vera Brandes ha negado este extremo: "El timbre de la ópera era un simple timbre de escuela, así que no cuenta, pero justo delante del edificio estaba la sede del fabricante de la famosa 4711 eau de cologne. Esa tienda tenía un carillón que sonaba cada hora. Como estábamos en la época pre-carnaval, ponían una vieja canción de Carnaval sobre un soldado [...] Creo que Jarrett, cuando caminábamos desde el hotel hasta la ópera, escuchó esa melodía y la tomó prestada para iniciar su concierto".
Tras el silencio causado por ese simpático detalle, el público se entregó fascinado. Había tanta tensión en la sala que de alguna manera se descargó de golpe. Vera, entre bambalinas y desde el momento que tocó las primeras notas, supo que aquello iba a ser muy mágico, algo extraordinario. Y pasó durante una hora. Al final, cuando el silencio envolvió su lenta, lentísima, despedida, los emocionados aplausos rompieron el profundo trance de Jarrett.
Vera, incapaz de contenerse, pasó por platea y por los palcos; en todos los sitios la misma reacción, un silencio maravillado. La belleza de esa larguísima improvisación dejó a los asistentes totalmente atónitos. Eicher dijo más tarde: "Probablemente [Jarrett] tocó como lo hizo porque no era un buen piano. Como no podía enamorarse de su sonido, encontró otra forma de aprovecharlo al máximo". En su estado casi comatoso, con las terribles batallas anteriores al concierto, el escenario debió transformarse en un refugio de todo ese estrés y esa lucha, una huida de la que surgió esa belleza hipnótica. El horrible piano le obligó a acercarse a ese concierto de otra manera, favorecer el ritmo por encima de la sonoridad. Jarrett tuvo que improvisar esa noche sobre cómo solía improvisar. Esa fue la diferencia entre un gran concierto y el concierto de su vida.

## Grabación y edición
La actuación fue grabada utilizando un par de micrófonos de condensador alimentados por válvulas de vacío Neumann U 67 y un magnetófono portátil de cinta Telefunken M-5. De camino a su siguiente concierto, el ingeniero de ECM Martin Wieland y Jarrett escucharon la grabación del concierto, ya que aparentemente Jarrett no se había dado cuenta de la magnitud de lo sucedido. En ese mismo coche, al escucharlo de nuevo, decidieron lanzarlo como álbum. En realidad el concierto no debería haber sido grabado por las malas condiciones y circunstancias del mismo, y Wieland decidió grabarlo solo para fines internos.
Cuando en las tiendas apareció el disco asombró inmediatamente a la crítica y al público, convirtiéndose en un referente y entrando directamente en el canon de las obras maestras del jazz. A pesar de todos los obstáculos, la actuación de Jarrett fue recibida con entusiasmo por el público y la grabación fue aclamada por la crítica. Se transformó en un ícono al poco tiempo de editarse. Sigue siendo su grabación más popular y continúa vendiéndose bien décadas después de su lanzamiento. Además de ser vanguardia por su propuesta musical, convirtió a Jarrett en un fenómeno de masas, acercando al jazz a toda una generación europea, creando un espacio musical propio y diferenciado. Gracias a su éxito de ventas, ECM tuvo la posibilidad de seguir haciendo propuestas igual de arriesgadas que hacían honor a su slogan: «El sonido más hermoso después del silencio».
The Köln Concert fue lanzado como doble LP por ECM Records el 30 de noviembre de 1975 (ECM 1064/1065 ST). Las primeras tres pistas se publicaron en CD en 1983, seguidas de una reedición con las cuatro pistas en 1984. También hay un SACD de una sola capa, lanzado por ECM para el mercado japonés. El Köln Concert contribuyó a fijar el sonido ECM en un lugar privilegiado en el jazz de los '70, lo que el sonido Blue Note había sido en los 60’.

## La música
Una de las cosas a destacar no sólo de este concierto, sino de toda la obra de Jarrett, pero que se distingue claramente en esta obra en particular, es su habilidad para producir un aparentemente ilimitado material de improvisación sobre una base de uno o dos acordes (vamps) por períodos prolongados de tiempo. Por ejemplo, en la «Parte I», Jarrett pasa casi 12 minutos suspendiéndose entre los acordes Am7 (La menor séptima) y G (Sol mayor), en algunas ocasiones con una tranquila lentitud, en otras con una sensación de rock bluesero y góspel, géneros que nunca llegaban a definirse de manera absoluta y entre los cuales sus fraseos fluyeron con una naturalidad asombrosa. Además, durante los últimos seis minutos de la «Parte I», improvisa únicamente sobre un vamp en A (La mayor). Aproximadamente los primeros ocho minutos de la «Parte II a» son una improvisación sobre un vamp en D (Re mayor) con una improvisación de bajo repetida en la mano izquierda. En la «Parte IIb», Jarrett improvisa sobre un vamp en F#m (Fa sostenido menor) durante aproximadamente los primeros seis  minutos. Como estos, hay otros tantos ejemplos en este mismo concierto, que dan cuenta de esta especial habilidad de Jarrett.
El piano de cola era demasiado pequeño para esa gran sala, pero eso también obligó a que la audiencia le prestara mucha atención, más de la habitual. Es una incógnita cómo habría sonado el «Concierto de Colonia» con un Keith Jarrett descansado y que hubiera tenido el piano de cola adecuado, pero no parece que hubiera podido mejorarse. El concierto es la historia de algo que pendió de un hilo hasta el último minuto y luego dio un giro feliz.
Ya en el año de su lanzamiento, The Köln Concert fue recibido con gran entusiasmo: «Los dedos se mueven de forma sorprendente, las melodías son contagiosas, los arreglos de piano ricamente diversos, las secciones rítmicas gloriosos en su vitalidad», escribió Down Beat en una reseña de cinco estrellas tras el lanzamiento del concierto. La revista Time incluyó el álbum en la lista de los mejores del año afirmando que «los largos e intrincados solos de piano dan una nueva dimensión al antiguo arte de la improvisación», mientras que Rolling Stone elogió: «Las cepas clásica, barroca, góspel, boogie e impresionista […] se han sintetizado aquí en un todo perfecto de innegable brillantez», concluyendo, «casi cualquier persona debería sentirse atraído de inmediato, y eso es lo realmente sorprendente de Jarrett».
El pianista Ernesto Jodos lo comentaba así: «La música parece estar signada por dos variables: armonías muy simples (todo lo que ese piano podía hacer) y algo de maratónico en el largo de las improvisaciones (una especie de «lucha» contra esos dolores)». Lito Vitale, pianista y compositor, señaló que el «Köln Concert es como la prueba exacta de que la genialidad musical extrema -y por momentos la complejidad- puede ser popular. Creo que es una obra maestra de la improvisación, de la locura musical, en el buen sentido de la palabra; de la libertad musical y la búsqueda instantánea de la inspiración de un nivel supremo». El pianista Adrián Iaies explicaba que «el Concierto en Colonia inauguró una estética referida al sonido del piano solo. La idea de un desarrollo de la improvisación a partir de pequeñas células rítmicas y una secuencia de acordes que no derivan de una canción que contiene y le da sentido (a la improvisación), sino que la forma se va haciendo al andar. La idea de ir más allá como en un relato Debussyano, no en el sonido final, sino en la forma en que aparecen y se fijan las ideas».
En su música hay jazz, pero también country, rock, góspel, blues y pop. Es blanco y también negro. Y hay momentos casi bailables. El punto de partida era la búsqueda de un patrón rítmico, con una secuencia de acordes con los cuales Jarret creaba una base, volando una, dos tres, infinitas veces... En ese viaje inventó melodías fantásticas, percutió, sorprendió, canturreó, emocionó, gritó, quedó a la deriva, abrió nuevas sendas y conmovió... Y vuelve a hacerlo cada vez que el disco es puesto a sonar.
Con motivo del 50 aniversario del concierto el periodista Javier Ferreyra comentaba: «Jarrett siempre insistió en que detestaba esa grabación y odiaba que la gente lo recordara por esa función [...] Lo suyo era el trabajo sutil y refinado de producir espontáneamente ideas nuevas, transitando la melodía como un fundamento para abrirse a un viaje inseguro pero siempre fértil por sonidos divergentes, mezclando géneros y estilos, épocas y saberes. La opción de la composición como una creación continua que se despliega irrepetible, ideada en el instante. [...] Pocos discos en la historia de la música pueden mostrar algo cercano a una epifanía: largas improvisaciones sin tema preestablecido, la obra como proceso, como juego, una aventura sonora en la que se mezclan géneros y épocas de la música: Bach, Schostakovich, Hindemith, Satie, el góspel, el blues, hasta algunos compases que resuenan como un tango. Todo fluyendo entre murmullos y gemidos, tensiones y distensiones, volcanes y llanuras. Escuchar este disco es siempre una sorpresa: por momentos una vorágine, por momentos una calma apaciguadora, una tensión sublime; por momentos todo fluye, a veces se enreda y se enmaraña en una turbulencia barroca y desmedida. Y luego algo prístino y sensual. La fama de este disco inauguró una estética de la espontaneidad, de la audición prolongada, de la improvisación como un rayo de sabiduría que cae del cielo y produce una música desaforada en su intensidad, con desvíos y ramificaciones, desenfreno y quietudes, destreza técnica y emociones viscerales. Una “composición espontánea”, como Jarrett prefiere definir, que estimula y genera sorpresas infinitas.»
Según el periodista Guillermo E. Pintos «su impacto trasciende el jazz: ha sido venerado por músicos de música clásica, rock y electrónica; ha influenciado a artistas tan dispares como Jarvis Cocker, Chilly Gonzales y Cassandra Wilson. Hoy, en plena era digital, mantiene su vigencia: su tema más popular, la primera parte de la suite, ha superado los 130 millones de reproducciones en Spotify.» Para Pintos, su éxito es una anomalía: «bajo su aparente libertad, existe una estructura secreta, un equilibrio de fuerzas donde el lirismo y la repetición construyen una arquitectura emocional única. Es un álbum íntimo y expansivo a la vez, capaz de llenar habitaciones vacías con una sola nota sostenida. [...] Su historia es analizada en cursos de creatividad, en seminarios sobre improvisación, en conferencias sobre arte y resiliencia.»
Según Miquel Molina, Director adjunto de La Vanguardia, el Köln Concert «es uno de los discos más vendidos y aclamados de la historia del jazz, un tesoro que se transmite de generación a generación, un monumento a la improvisación humana (medio siglo antes de que se popularizara la Inteligencia Artificial generativa) que basa su leyenda, paradójicamente, en aquel piano de mentiras que el músico aceptó tocar a regañadientes porque no quería dejar tirada a la pobre chica. [...] ¿qué habría pasado de haber dispuesto del Bösendorfer Imperial? Jarrett nunca ha mostrado ningún apego por aquel recital. Al parecer, llegó a comentar que, de haber tenido un piano de verdad, el resultado habría estado más a la altura de su talento [...] Pero, ¿seguiríamos hablando hoy, 50 años después, del concierto de Colonia? Probablemente no. Sería uno más de un extraordinario músico en un gran momento de su carrera, como los de Bremen o Lausana, pero carente de la magia del Köln Concert.»

## Lista de temas
Todos los temas fueron compuestos durante el mismo concierto por Keith Jarrett. La «Parte II c» había sido compuesta previamente y Jarrett decidió tocarla como un bis después del concierto improvisado. Aunque nunca la publicó en ningún disco previamente, hay varias versiones preliminares de la misma en grabaciones piratas con el título «Memories of tomorrow», como la de Metz en trío del 28/02/1970 que dura algo más de catorce minutos. Con ese título se publicó en la primera versión del famoso Real Book (libro).
1. Parte I – 26:02
2. Parte II a – 14:55
3. Parte II b – 18:14
4. Parte II c – 6:57 (falta en la edición del CD original de 1983, presente en 1984 y ediciones posteriores)

Tiempo total de reproducción efectivo: 1:03:10 (el disco contiene aproximadamente 2:57 de aplausos)

## Créditos
- Keith Jarrett: piano

### Técnicos
- Manfred Eicher: producción
- Barbara and Burkhart Wojirsch: diseño de la portada
- Martin Wieland: ingeniero de sonido
- Wolfgang Frankenstein: fotografía

La foto de la portada ha llevado a la confusión de que el concierto se celebró al aire libre. ECM eligió para la cubierta del disco una foto en la que el pianista estaba actuando en un espacio abierto, ya que Jarrett no admitía que la prensa fotografiara sus conciertos. La discográfica no lo hizo constar en su edición, igual que tampoco incluyó en los créditos a Vera Brandes.

## Bandas sonoras y films

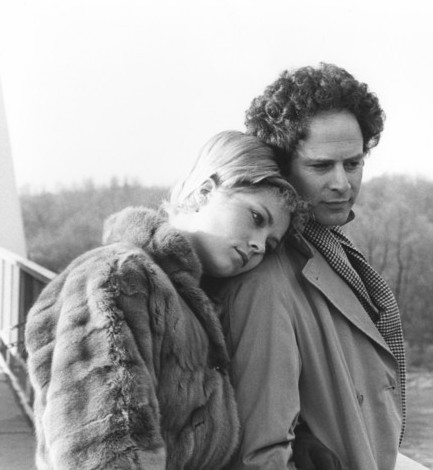
Theresa Russell y Art Garfunkel en Contratiempo, en cuya banda sonora suena el Köln Concert

- La película de 1980 de Nicolas Roeg "Bad Timing" ("Contratiempo"), protagonizada por Art Garfunkel, tiene parte del concierto en su banda sonora.[26]

- La película de 1993 de Nanni Moretti de 1993 "Querido diario" ("Caro diario") tiene parte del concierto en su banda sonora.[27]

- En el Festival de Berlín se estrenará la película "Köln 75", dirigida por Ido Fluk, que cuenta la historia real de Vera Brandes, la organizadora del Köln Concert, protagonizada por Mala Emde ("And Tomorrow the Entire World") en el papel principal, junto a John Magaro ("First Cow") como Jarrett.[28] Se presentó a finales de abril a concurso en el BCN Film Fest y se llevó los galardones al mejor montaje y el de la crítica de la ACCEC. En el arranque del filme se advierte de que "en todo concierto intervienen muchas personas y cosas, como los artistas, los iluminadores, los técnicos de sonido, los montadores o los andamios necesarios para el montaje".[15] Filmada con un estilo frenético y caótico, la película relata las horas previas al concierto «como un vértigo de llamadas desesperadas, obstáculos técnicos y decisiones de último minuto. La mirada no está puesta en el genio, sino en quienes construyen el andamiaje invisible sobre el que se sostienen los momentos históricos».[24]

- El documental "Lost in Köln", dirigido por el director francés Vincent Duceau en 2025, se centra en el paradero del piano de la Ópera de Colonia, así como de las múltiples versiones y mitos que rodean aquella noche. A través de archivos y testimonios de técnicos, afinadores y administradores, se revelan versiones contradictorias sobre su destino: algunos aseguran que el instrumento fue devuelto a su lugar y utilizado hasta quedar inservible; otros sostienen que fue vendido o desmantelado. Sin embargo, el misterio se complica cuando surgen múltiples pianos que afirman ser el auténtico, cada uno con su propia historia. Keith Jarrett, enigmáticamente, se mantiene al margen, sin dar declaraciones ni mostrar interés en el tema.[24]

En una entrevista de 1992 con la revista alemana Der Spiegel, Jarrett se quejó de que el álbum se había convertido en nada más que una banda sonora y también dijo que "también tenemos que aprender a olvidar la música. De lo contrario, nos volvemos adictos al pasado".

## Legado
Después del lanzamiento de The Köln Concert, pianistas, musicólogos y otros le pidieron a Jarrett que publicara la música. Durante años se resistió a tales peticiones ya que, según dijo, la música que se tocaba era improvisada "en una noche determinada y debe irse tan rápido como llega". En 1990, Jarrett finalmente accedió a publicar una transcripción autorizada pero con la recomendación de que todos los pianistas que pretendieran interpretarla deberían usar la grabación como referencia final.
- Manuel Barrueco ha publicado una transcripción del concierto en una versión para guitarra clásica.

- En el año 2006  el pianista polaco Tomasz Trzciński publicó su nueva interpretación del "The Köln Concert" en su disco "Blue Mountains" (enlace roto disponible en Internet Archive; véase el historial, la primera versión y la última)..[30]

- En 2000, fue votado como el número 357 en All Time Top 1000 Albums de Colin Larkin.[31]

- El álbum fue incluido en el libro 1001 Albums You Must Hear Before You Die de Robert Dimery.[32]

- The Penguin Guide to Jazz Recordings seleccionó el álbum como parte de su "colección principal" sugerida de grabaciones esenciales.[4]

- En 2011, el programa Witness de la BBC World Service emitió "Keith Jarrett in Cologne" en el que Vera Brandes describe las dificultades que rodearon la actuación.[19]

- En 2019, la actuación de The Köln fue el tema de un episodio del podcast Cautionary Tales del periodista y locutor británico Tim Harford, que analizó el papel de los obstáculos y las dificultades para fomentar el proceso creativo.[33]

- El 15 de enero de 2021 el pianista sueco Henrik Kilhamn presentó un vídeo de la Parte I de The Köhl concert grabado en Göteborg, Suecia, con imágenes superpuestas de Colonia, según la transcripción de Schott (1991), autorizada por el mismo Jarrett, por Yukiko Kishinami y Kunihiko Yamashita.[34] Posteriormente hizo un análisis musical completo del concierto en tres partes.[35]